# Leonard Digges
Leonard Digges (1515 – 1559) è stato un matematico inglese.
Gentiluomo inglese, Leonard Digges ebbe notevole reputazione come architetto e agrimensore. Tra i suoi scritti, ampliati e pubblicati dal figlio Thomas (c. 1546-1595), vanno segnalati il Tectonicum (Londra, 1556; versione ampliata, 1592), nel quale sono illustrati i metodi di rilevamento territoriale, e A Geometrical practical treatise named Pantometria (Londra, 1591), un testo di geometria pratica che dipendeva largamente da autori continentali come Peter Bienewitz (Apianus; 1501-1552) e Gemma Frisius (1508-1555).